# Nebelkatalog
Als Nebelkatalog wird in der Astronomie ein systematisches Verzeichnis nebelhaft erscheinender Objekte wie Gasnebel, sehr dichte Sternhaufen oder Galaxien bezeichnet. Ein solcher Katalog kann sich
- über einen größeren Teil des Himmels erstrecken, z. B. seine Nord- oder Südhälfte,
- über ein Sternentstehungsgebiet oder einen Galaxienhaufen
- oder nur Objekte bis zu einer gewissen Helligkeit erfassen.

Die ersten solcher Kataloge entstanden im 17. Jahrhundert, einige Jahrzehnte nach der Erfindung des Fernrohrs. Viele der freiäugig als flächenhaft gesehene Objekte entpuppten sich als enge Ansammlung von Sternen, während andere auch im Teleskop flächenhaft blieben und bis etwa 1900 als Nebelflecke bezeichnet wurden. In mehreren Eigennamen von Galaxien, die früher Spiralnebel genannt wurden, blieb das Wort erhalten, z. B. im Andromedanebel (Galaxie M 31) oder im Dreiecksnebel M 33.
Heute wird der Begriff Nebel hauptsächlich für interstellare Gas- und Staubwolken verwendet, die entweder hell oder als Dunkelnebel erscheinen.
Das erste systematische Verzeichnis nebeliger Himmelsobjekte ist der von Charles Messier 1774 erstellte Messier-Katalog. Ein weiteres wichtiges Verzeichnis ist der New General Catalogue (NGC) von Johan Dreyer (1888). Beide enthalten neben Gas- und Staubnebeln auch Galaxien und Sternhaufen und werden heute noch vielfach verwendet.

## Messierkatalog und NGC
Die ersten Nebelkataloge stammen von William Herschel und einigen seiner Zeitgenossen. Der bekannteste der frühen Nebelkataloge ist das um 1770 von Charles Messier herausgegebene und bald als Messier-Katalog bezeichnete Verzeichnis von etwa 100 Himmelsobjekten, das später auf 110 Objekte erweitert wurde.
Ende des 19. Jahrhunderts entstand der 7840 Objekte umfassende New General Catalogue (NGC) von Johan Dreyer. Er ist bis heute das Standardverzeichnis von Sternhaufen, galaktischen Nebeln und Galaxien, doch wurden seither zahlreiche, in größere Entfernungen reichende Kataloge erarbeitet und herausgegeben.

## Neuere Nebelkataloge
Die meisten der seit dem NGC entstandenen Kataloge umfassen nur einzelne Kategorien astronomischer Objekte, sogenannte Spezialkataloge für 
- Offene Sternhaufen (Open Cluster) bzw. Kugelsternhaufen
- Galaktische Nebel (Emissions- und Reflexionsnebel, Planetarische und Dunkelnebel)
- Galaxien bzw. Galaxienhaufen

### Kataloge für Offene und Kugel-Sternhaufen
- der Collinder-Katalog (1931, 471 Objekte)
- der OCL-Katalog (1983, 1112 Objekte)
- der Katalog des Observatoriums Lund (1987, 1150 Objekte)

### Kataloge für galaktische Nebel
- Barnard-Katalog (1927), 321 fotografisch erfasste Dunkelwolken
- Cederblad-Katalog (1946) Studies of Bright Diffuse Galactic Nebulae, Observatorium Lund
- Sharpless-Katalog (1959), 312 Emissionsnebel nördlich von δ = −27°
- A.Acker (ESO 1992), Catalogue of Galactic Planetary Nebulae (1143 Objekte)
- Lumsden-Katalog (2002), ca. 3000 Nebel, MNRAS Band 336
- Peretto-Fuller-Katalog (2009), ca. 11.000 Nebel, Astrophysical Journal Band 205

### Galaxien-Kataloge
- Shapley-Ames-Katalog von 1932 mit 1250 Objekten bis zur Helligkeit 13,2
- Revised Shapley-Ames-Calalog (RSA) von 1982
- Reference Catalogue of Bright Galaxies mit 23.000 Galaxien in der Ausgabe RC3
- Principal Galaxies Catalogue (PGC) von 1989 mit über 70.000 Galaxien
- Millennium Galaxy Catalog (MGC)
- Sloan Digital Sky Survey mit 930.000 Galaxien, erstellt am 2,5m-Apache-Point-Teleskop mit etwa 10.000 Aufnahmen einer 150-Megapixel-Kamera.
  - in zwei Teilen: SDSS-I (2000–2005) und SDSS-II (2005–2008)